# FA Charity Shield 1956
Lo FA Charity Shield 1956, noto in italiano anche come Supercoppa d'Inghilterra 1956, è stata la 34ª edizione della Supercoppa d'Inghilterra.
Si è svolto il 24 ottobre 1956 al Maine Road di Manchester tra il Manchester United, vincitore della First Division 1955-1956, e il Manchester City, vincitore della FA Cup 1955-1956.
A conquistare il titolo è stato il Manchester United che ha vinto per 1-0 con rete di Dennis Viollet.

## Partecipanti
| Squadre         | Qualificazione                           | Partecipazioni precedenti (il grassetto indica la vittoria) |
| --------------- | ---------------------------------------- | ----------------------------------------------------------- |
| Manchester Utd  | Vincitore della First Division 1955-1956 | 4 (1908, 1911, 1948, 1952)                                  |
| Manchester City | Vincitore della FA Cup 1955-1956         | 2 (1934, 1937)                                              |

## Tabellino
| Manchester 24 ottobre 1956                    | Manchester City | 0 – 1 referto | Manchester United | Maine Road (30.495 spett.) |
| \| \| \| \| \| \| Marcatori \| 75’ Viollet \| |                 |               |                   |                            |
|                                               |                 |               |                   |                            |
|                                               | Marcatori       | 75’ Viollet   |                   |                            |

| Manchester City | Manchester United |

### Formazioni
| Manchester City: |    |                 |
|                  |    |                 |
| P                | 1  | Bert Trautmann  |
| D                | 2  | Bill Leivers    |
| D                | 3  | Roy Little      |
| C                | 4  | Ken Barnes      |
| C                | 5  | Dave Ewing      |
| C                | 6  | Roy Paul        |
| A                | 7  | Bobby Johnstone |
| A                | 8  | Joe Hayes       |
| A                | 9  | Don Revie       |
| A                | 10 | Jack Dyson      |
| A                | 11 | Roy Clarke      |
| Allenatore:      |    |                 |
| Les McDowall     |    |                 |

| Manchester Utd: |    |                |          |
|                 |    |                |          |
| P               | 1  | Ray Wood       | Uscita   |
| D               | 2  | Bill Foulkes   |          |
| D               | 3  | Roger Byrne    |          |
| C               | 4  | Eddie Colman   |          |
| C               | 5  | Mark Jones     |          |
| C               | 6  | Duncan Edwards |          |
| A               | 7  | Johnny Berry   |          |
| A               | 8  | Liam Whelan    |          |
| A               | 9  | Tommy Taylor   |          |
| A               | 10 | Dennis Viollet |          |
| A               | 11 | David Pegg     |          |
| Sostituzioni:   |    |                |          |
| P               | 12 | John Gaskell   | Ingresso |
| Allenatore:     |    |                |          |
| Matt Busby      |    |                |          |